# Jane Eliza Leeson
Jane Eliza Leeson, född 1808 och döptes 18 december, död 18 november 1881, var en engelsk författare, speciellt av barnpsalmer. Hon finns representerad i Den svenska psalmboken 1986 med bearbetningen av ett verk (nr 151) vars ursprung är en gammal latinsk sekvens från 1100-talet och blev bearbetad (1984) av Britt G Hallqvist.

## Psalmer
- Denna dag stod Kristus opp (1986 nr 151) diktad 1853 och översatt 1984.